# Трансвааль (провинция)
Трансва́аль (Transvaal — дословно «за Ваалем») — бывшая провинция ЮАР, до сих пор иногда используется как общее название для всего региона, расположенного между Ваалем и Лимпопо, то есть северо-востока страны. Площадь 283,9 тыс. км2. В настоящее время территория Трансвааля поделена между провинциями Мпумаланга, Лимпопо и Гаутенг, а также частично Северо-Западом.

## История
Заселение Трансвааля европейцами произошло в результате так называемого Великого Трека — переселения крестьян-буров из захваченной англичанами Капской колонии. После столкновений с Мзиликази, вождём племени матабеле были основаны первые поселения под руководством Андриса Хенрика Потгитера. В 1848 году южную часть Трансвааля заняли поселенцы Андриса Преториуса. 17 января 1852 года англичане признали независимость основанной Преториусом Южно-Африканской республики.
В 1877 году Британия присоединила Южно-Африканскую республику под предлогом «защиты» от зулусов; заодно государство, по утверждениям англичан, было спасено от финансового краха. После Первой англо-бурской войны 1881 года Трансвааль вновь стал независим. В 1885 году на Витватерсранде были открыты огромные залежи золота, что привело к быстрому росту таких городов, как Йоханнесбург, а также притоку искателей золота из-за границы. В 1897 году был открыт, так называемый Бушвелдский комплекс, крупнейшее в мире месторождение металлов платиновой группы.
Права этих людей, известных как ойтландеры, были серьёзно ограничены законами Южноафриканской республики; именно это послужило предлогом объявления Британией англо-бурской войны 1899—1902 годов. После ряда успешных для буров боев британские войска одержали победу, президент Трансвааля П. Крюгер скрылся за границей.
В 1900 году Трансвааль стал частью Британской империи, в 1910 году вошел в состав Южно-Африканского Союза.
После образования Южно-Африканской Республики и введения апартеида на территории Трансвааля были образованы несколько бантустанов, то есть территорий, предназначенных для проживания чёрного населения. В Трансваале находились бантустаны Лебова, Венда, Газанкулу, Кангване, Квандебеле и отчасти Бопутатсвана. Венда и Бопутатствана были провозглашены независимыми, что, однако, не было признано ни одним правительством, кроме собственного южноафриканского.
В Трансваале находилась Претория, одна из столиц ЮАР; она же и была центром провинции. Экономический район Претория-Витватерсранд-Ференихинг был и остается главным центром южноафриканской экономики.
После реорганизации административного устройства страны в 1994 году провинция Трансвааль прекратила существование.
В честь Трансвааля назван астероид (715) Трансваалия, открытый в 1911 году в Республиканской обсерватории Йоханнесбурга южноафриканским астрономом Гарри Вудом. Это был первый астероид, открытый с территории Африки